# Usinger Land
Das Usinger Land ist eine Region im Mittelgebirge Taunus. Zu ihr zählen die Städte Usingen und Neu-Anspach sowie die Gemeinden Grävenwiesbach, Schmitten, Wehrheim und Weilrod.

## Geographie
Naturräumlich gesehen, befindet sich das Usinger Land im Östlichen Hintertaunus, nördlich des Hohen Taunus bzw. des Taunushauptkammes. Die Landschaft ist hügelig und reicht vom Usinger Becken auf etwa 270 m. ü. NHN über den Steinkopf mit 518 m. ü. NHN bis zur höchsten Erhebung, dem Großen Feldberg, auf etwa 880 m. ü. NHN. Ebenfalls liegt es in der Mitte des Naturparks Taunus.